# Raja rouxi
Raja rouxi (лат.) — вид хрящевых рыб семейства ромбовых скатов отряда скатообразных. Обитают в субтропических водах центрально-восточной части Атлантического океана между 15° с. ш. и 3° с. ш. Встречаются на глубине до 200 м. Их крупные, уплощённые грудные плавники образуют диск в виде ромба со слегка выступающим рылом. Максимальная зарегистрированная длина 50 см. Откладывают яйца. Не являются объектом целевого промысла.

## Таксономия
Впервые вид был научно описан в 1977 году. Вид известен всего по нескольким особям, пойманным у берегов Мавритании в Гвинейском заливе. Синтип представляет собой взрослого самца длиной 40,7 см.

## Ареал
Эти демерсальные скаты обитают в восточной Атлантике у берегов Мавритании. Встречаются на континентальном шельфе и в верхней части материкового склона глубине до 200 м.

## Описание
Широкие и плоские грудные плавники этих скатов образуют диск в виде ромба со слегка выступающим кончиком рыла и закруглёнными краями. На вентральной стороне диска расположены 5 жаберных щелей, ноздри и рот. На длинном хвосте имеются латеральные складки.  Максимальная зарегистрированная длина 50 см.

## Биология
Подобно прочим ромбовым эти скаты откладывают яйца, заключённые в жёсткую роговую капсулу с выступами на концах. Эмбрионы питаются исключительно желтком.

## Взаимодействие с человеком
Эти скаты не являются объектом целевого промысла. Международный союз охраны природы еще не присвоил виду охранного статуса.